# Zvonějov
Zvonějov (německy Wonau) je základní sídelní jednotka městysu Štoky, nejjižnější sídlo okresu Havlíčkův Brod v kraji Vysočina. Nachází se asi 10 km severovýchodně od Jihlavy a asi 15 km jižně od Havlíčkova Brodu.
Západně od Zvonějova prochází silnice I/38, která tvoří jeho obchvat. Protéká tudy Zvonějovský potok. Nachází se zde kříž, dětské hřiště a čtyři malé rybníky. Východně od Zvonějova se nachází vojenský prostor. Je zde registrováno 39 čísel popisných. Nejbližší sídla jsou Antonínův Důl, Červený Kříž a Štoky.

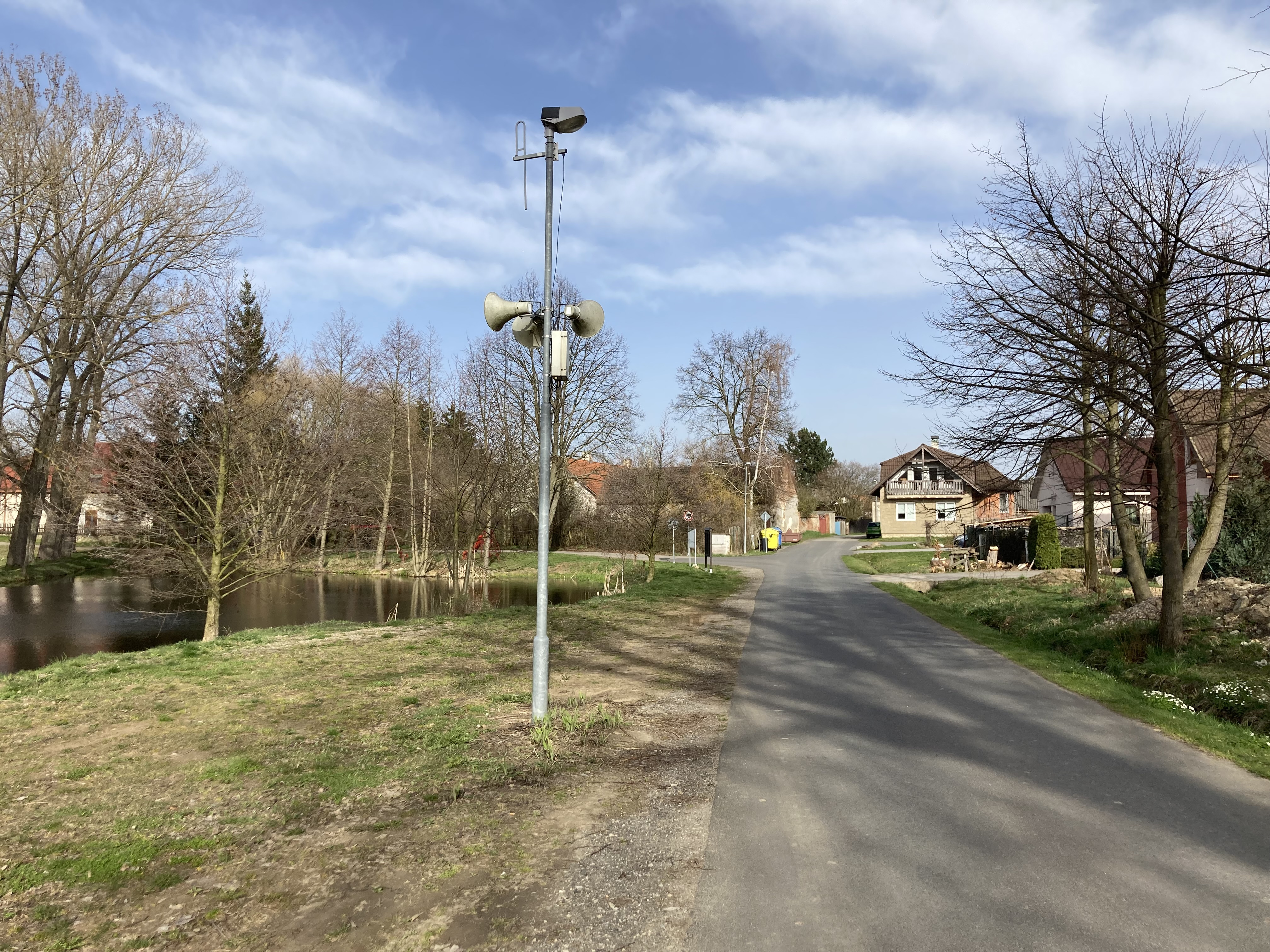
Střed osady
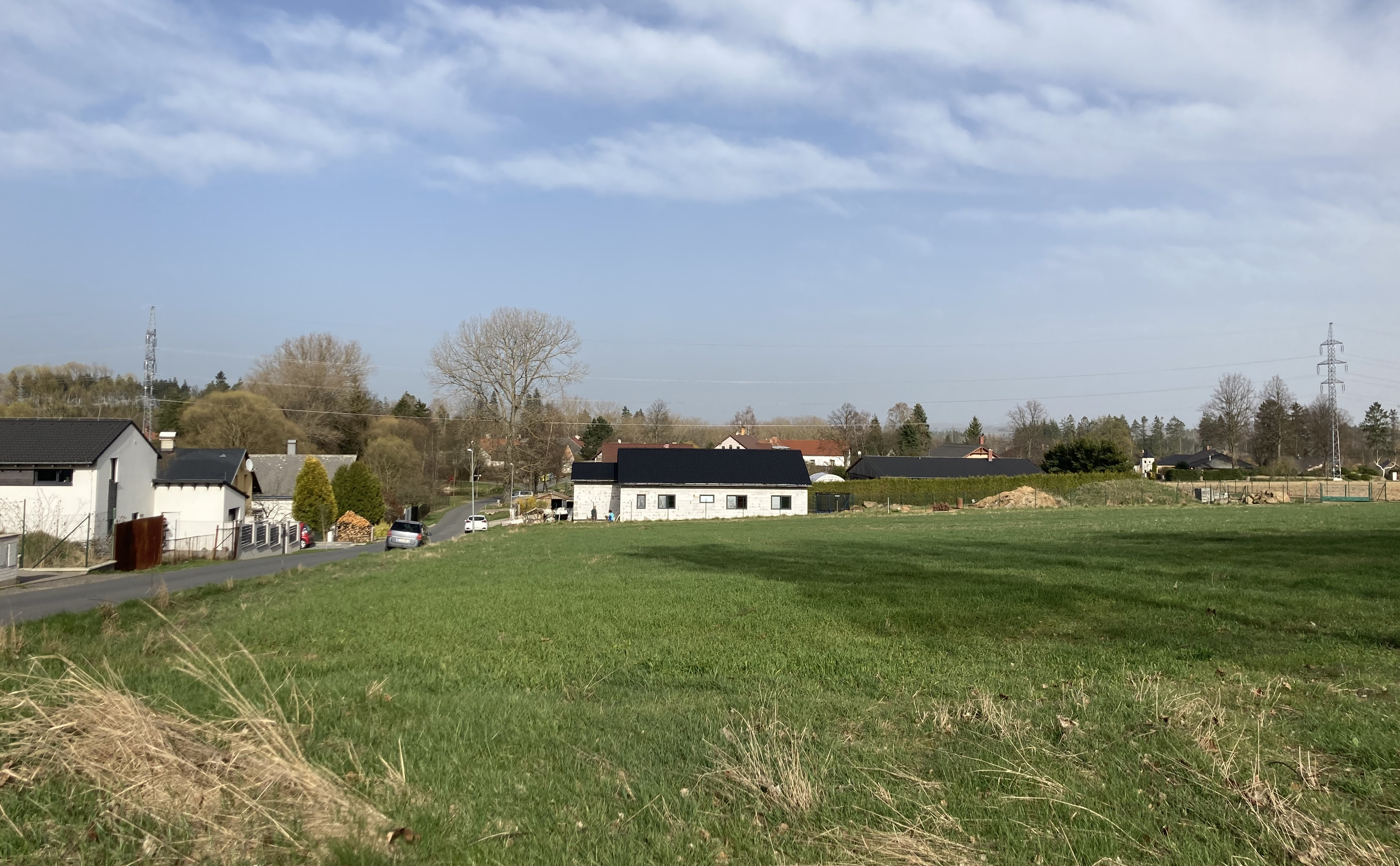
Zvonějov od západu, čp. 209, 537, 543